# 7073 Рудбелія
7073 Рудбелія (7073 Rudbelia) — астероїд головного поясу, відкритий 11 вересня 1972 року.
Тіссеранів параметр щодо Юпітера — 3,571.